# Tabiang (Abemama)
Tabiang (auch: Tabiañ) ist ein Ort im Norden des Abemama-Atolls in den zum Inselstaat Kiribati gehörenden Gilbertinseln im Pazifischen Ozean. 2020 hatte der Ort 609 Einwohner.

## Geographie
Tabiang befindet sich im Norden der langgestreckten Hauptinsel des Atolls Abemama, die dessen östlichen Riffsaum bildet. Der Ort liegt nordwestlich von Tekatirirake. Im Südwesten schließt sich der Ortsteil Tokamauea an; nördlich von Tabiang befindet sich der Flugplatz Abemama.

## Klima
Das Klima ist tropisch heiß, wird jedoch von ständig wehenden Winden gemäßigt. Ebenso wie die anderen Orte des Abemama-Atolls wird Tabiang gelegentlich von Zyklonen heimgesucht.